# Morpho epistrophus argentinus
Morpho epistrophus argentinus, denominada comúnmente mariposa bandera argentina, borracha o panambí morotí, es una de las subespecies que integran la especie M. epistrophus, un lepidóptero ditrisio nimfálido del género Morpho. Habita en regiones selváticas del centro-este de Sudamérica.

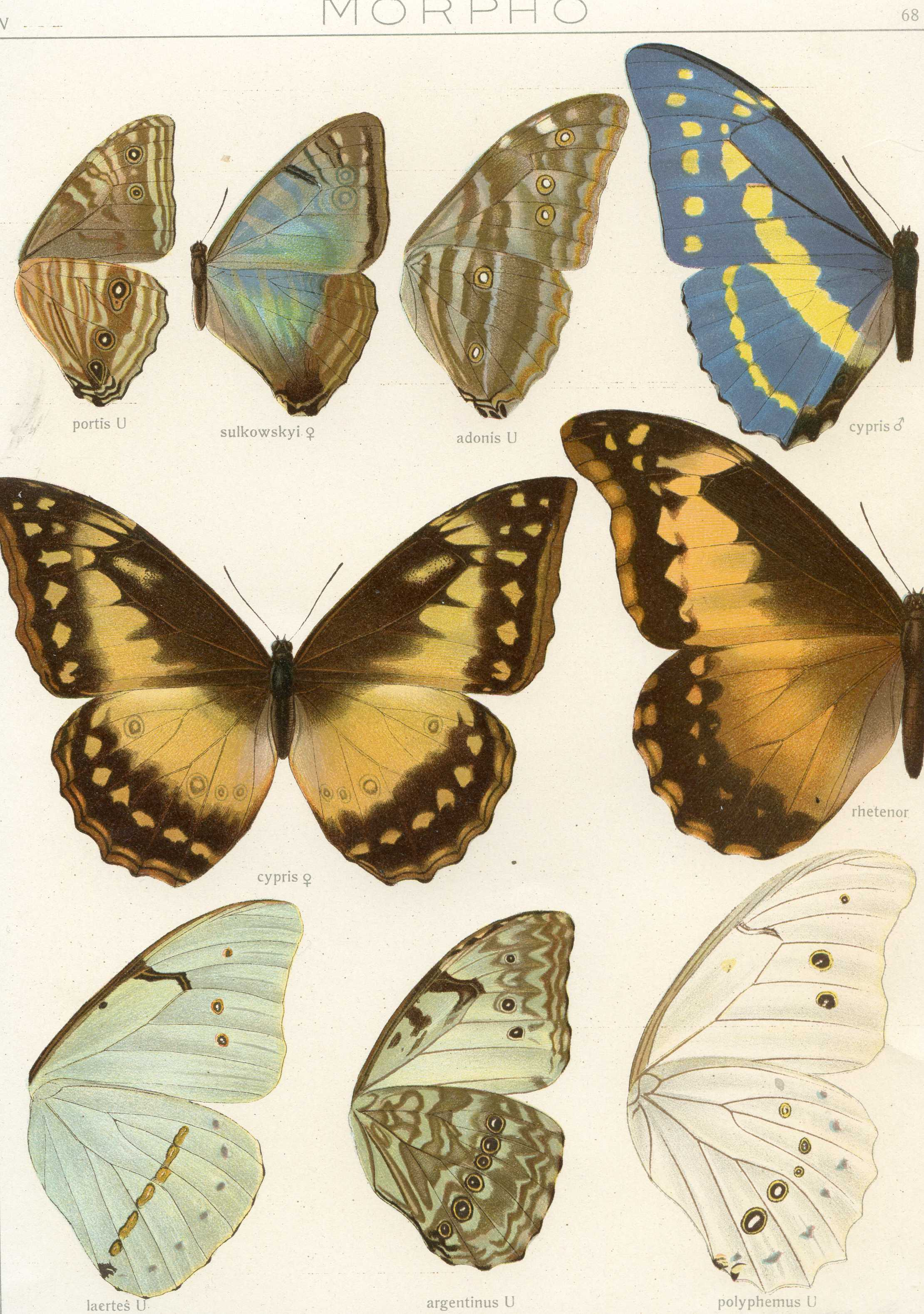
Dibujo de Seitz mostrando las partes ventrales en las subespecies M. e. laertes y M. e. argentinus.

## Taxonomía y características
Esta subespecie fue descrita originalmente en el año 1907 por el entomólogo alemán Hans Fruhstorfer. La localidad tipo es: Argentina.
Etimología
La etimología de la denominación genérica Morpho proviene del griego morfo, morfous, un sustantivo poético femenino que designaba antiguamente a Venus. Por esta razón, en la nomenclatura de sus especies se utiliza el género femenino. El término específico epistrophus hace alusión a un personaje de la Ilíada. El nombre subespecífico argentinus alude al país donde fue capturado el ejemplar tipo: Argentina.
Morpho epistrophus argentinus mide 110 mm en el caso de las hembras, y 90 mm los machos. Su coloración general es celeste claro a blanco, dorsalmente con marcas marginales irregulares de tonos parduscos, y ventralmente con una hilera media de ocelos en ambas alas de color amarillento, negro, y con centro celeste pálido, todos unidos por una banda pardusca. La hembra se diferencia en tener una tonalidad pardusca en el área inferior de las alas posteriores.

## Distribución geográfica
Morpho epistrophus argentinus es la subespecie más austral de la especie más austral de toda la familia Nymphalidae.
Se distribuye en especial en selvas marginales y bosques semixerófilos, en el centro-este de Sudamérica. Se la encuentra en el nordeste de la Argentina, en especial en la región mesopotámica, con registros en las provincias de: Misiones, Chaco, Corrientes, Entre Ríos, la Ciudad Autónoma de Buenos Aires y el nordeste de Buenos Aires, llegando por el sur hasta el paraje de Punta Piedras.
Existe también una importante población en la reserva de la laguna salada grande, en el partido de Madariaga, Provincia de Buenos Aires, donde se encuentra un añoso bosque de coronillo, árbol del cual suele alimentarse en su etapa de oruga. También ha sido vista en Uruguay y sur de Brasil

## Costumbres
Morpho epistrophus argentinus es una mariposa grande, llamativa, de vuelo poderoso, lento, ondulante, a baja o media altura, con habituales planeos y bruscos aleteos, generalmente recorriendo senderos en sectores umbríos y húmedos de las selvas donde habita. Se posa sobre frutos fermentados que caen al suelo, o sobre excrementos. Al ser asustada se aleja de la amenaza hacia sectores densos volando rápida y erráticamente para desorientar a la fuente de peligro, aumentando la celada posándose de repente para quedar totalmente quieta y con las alas cerradas, confiando en su mimetismo alar ventral.
En el sector sureños de su distribución los adultos se observan volar entre diciembre y marzo, y aún hasta mayo en los años de otoños australes térmicamente suaves. Es habitual encontrar grupos de ejemplares machos persiguiendo en vuelo a una hembra e intentando copularla. 

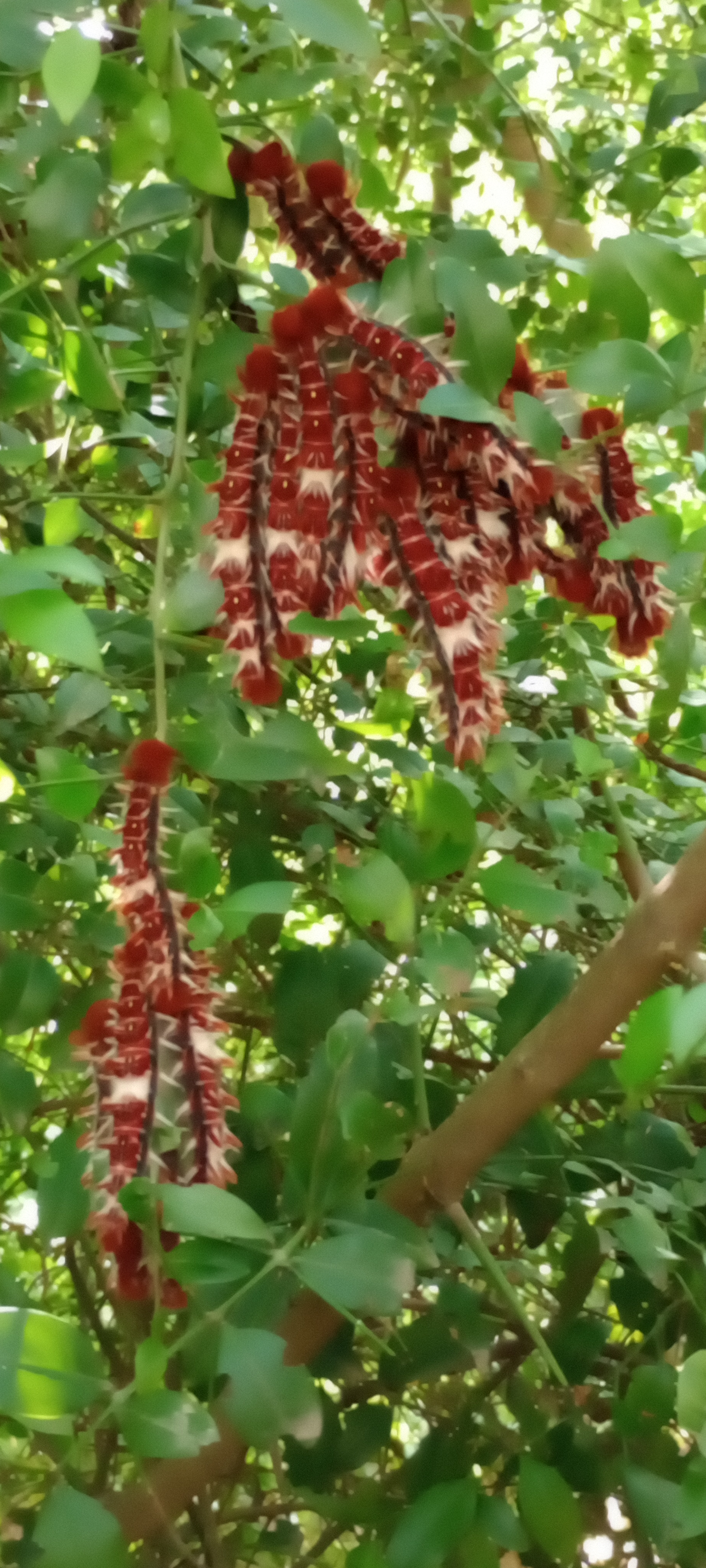
Orugas de la mariposa Bandera Argentina (Morpho epistrophus argentinus).

### Orugas y sus especies vegetales hospedadoras
La hembra coloca de manera dispersa, bajo las hojas de las plantas específicas, huevos que miden un tamaño de 2 mm de diámetro.
Las larvas u orugas de Morpho epistrophus argentinus se alimentan de las hojas de varias especies leñosas, en especial del coronillo (Scutia buxifolia), yerba de bugre (Lonchocarpus nitidus), ingá (Inga vera), Ratonia, Acacia, Sebastiania, Erythroxylum , y Cupania.
Sus orugas son de un largo de 65 mm. Presentan llamativas tonalidades aposemáticas, muy distintas a la del adulto: rojas a naranjas en los pelos cortos (no urticantes), blancas en largos mechones de los flancos y el dorso, y negras en una línea dorsal sobre la cual muestra puntos dorados. Sus larvas son procesionarias y gregarias, durante el día se agrupan formando sobre la corteza de los troncos de la planta huésped o directamente colgando, vistosos ramilletes rojos, buscando con la asociación una mayor protección frente a los predadores. Por la noche, se separan para alimentarse. Así pasan todo el otoño y el invierno, hasta llegar a la primavera, momento en que se transforman en crisálidas, la cual tiene forma de pequeña campana de color verde, suspendida con seda desde una ramita.

## Mariposa símbolo de la Argentina
En el año 1944 el entomólogo Bourquin propuso que se declare oficialmente en la Argentina a esta mariposa el lepidóptero nacional. Transcurridos cerca de 70 años, aún no se ha oficializado esta consideración, si bien en los medios de prensa se la continúa asociando a otros símbolos biológicos del país, como el ceibo, el hornero, o el quebracho colorado.
El 15 de agosto de 2012 el Honorable Concejo Deliberante del Municipio de Punta Indio (Provincia de Buenos Aires) sancionó la Resolución Nº 24/12 declarando a la Mariposa Bandera Argentina y a su árbol hospedador, el coronillo como "especies emblemáticas" del Parque Costero del Sur con el objetivo de protegerlas. Esta iniciativa fue impulsada por el Zoológico de Buenos Aires, cuyo director de entonces (Claudio Bertonatti) elevó la nota 1697/2012 a la que se sumó la del Sr. Ricardo Canudas, como Presidente de la Asociación de Amigos del Parque Costero del Sur fundamentando la propuesta para dar protección legal a estas especies.
En 2014, el naturalista Claudio Bertonatti (Fundación Azara) elevó una propuesta a las autoridades del Gobierno de la Ciudad de Buenos Aires para declararla especie simbólica de esa Ciudad. El legislador Adrián Camps presentó un proyecto de norma y el 7 de diciembre de 2017 la Legislatura Porteña sancionó la Ley 5.925 declarando a la Orquídea del Talar y a la Mariposa Bandera Argentina, Especies Simbólicas de la ciudad de Buenos Aires.

## Conservación
Esta mariposa sufre de extinciones locales y una disminución general de sus poblaciones. La mayor parte de las especies de plantas huésped están en sostenido retroceso numérico, especialmente en su distribución austral. En su geonemia sureña se le suma a que, tanto sus hospedantes como la misma mariposa habitan en áreas que padecen una elevada urbanización y destrucción de los relictos boscosos autóctonos. Los escasos remanentes forestales nativos, tanto los de selvas marginales como los de talares, están siendo invadidos por especies vegetales exóticas, que terminan por desplazar a las plantas nativas, impidiendo a esta mariposa encontrar plantas para que se alimenten sus larvas. Las plantas introducidas e invasoras como el ligustro (Ligustrum lucidum) que se propaga con facilidad y es de crecimiento rápido, niega la luz natural al coronillo y a otras especies autóctonas, propiciando su extinción.